# 막심 미하일로프 (배구 선수)
막심 미하일로비치 미하일로프(러시아어: Макси́м Миха́йлович Миха́йлов, 러시아어 발음: [mɐˈksʲim mʲɪˈxajlovʲɪtɕ mʲɪˈxaɪ̯ɫəf], 1988년 3월 19일~)는 러시아의 배구 선수이다. 포지션은 아포짓 히터로 현재 러시아 배구 슈퍼리그의 팀인 VC 제니트 카잔과 러시아 배구 국가대표팀 소속으로 뛰고 있다. 
러시아 대표팀의 일원으로 활동 중인 그는 올림픽에서 4회 참가하여 금메달 1개(2012), 은메달 1개(2020), 동메달 1개(2008)를 획득했다. 또한 월드컵 1회 우승(2011), 월드리그 2회 우승(2011, 2013)을 달성했다.